# A Ge
A Ge (chino simplificado: 阿鸽; Hanyu Pinyin: Ā Gē) (Prefectura autónoma yi de Liangshan, 1948), también conocida como Deng Mingying (邓明英), es una artista china de impresión xilográfica de Liangshan en Sichuan Provincia y es un miembro de la minoría étnica Yi. 

## Trayectoria
Por política de gobierno hacia las minorías étnicas de China, A Ge fue reclutada a la edad de doce años para asistir al Instituto de Bellas Artes Sichuan y fue alentada a crear arte para dar a conocer la cultura de la minoría Yi y ayudar al desarrollo.
En 1964 se graduó, desde la clase de minoría nacional de Sichuan, en la rama de la Asociación de Artistas de China. Está casada a Xu Kuang.

## Cargos de responsabilidad
A Ge es Artista Nacional de Grado 1, miembro de la Asociación de Artistas de China, de la Asociación china de grabadores, y es presidenta de la Asociación de Artistas Sichuan, y presidenta de la federación de literatos y círculos de arte de Sichuan, directora del museo de impresores de Shenzhou, y vicepresidente del instituto de la academia nacional china de pintura. Sus trabajos han sido recogidos por el Museo británico en Londres.

## Trabajos seleccionados
Trabajos seleccionados:
- 《阿鸽版画》 (Impresiones de A Ge)
- 《四川少数民族画家画库·阿鸽》 (Sichuan Galería de Artistas de la minoría - A Ge, 1995)
- 《阿鸽作品集》(Colección de A Ge  Obra de arte - A Ge, 2010 Sichuan Editores de Arte)